# 빅토르 페르스에런
빅토르 아벨 페르스에런(네덜란드어: Victor Abel Verschueren, 1893년 4월 19일 ~ ?)은 벨기에의 봅슬레이 선수로 1920년대 초에 활동했다. 그는 샤모니에서 열린 1924년 동계 올림픽의 봅슬레이 4인승 종목에 출전해서 동메달을 땄다. 그는 아이스하키 선수이기도 했으며 아이스하키에도 출전했으나 예선 탈락했다.